# Stegastes fasciolatus
Stegastes fasciolatus, thường được gọi là cá thia Thái Bình Dương, là một loài cá biển thuộc chi Stegastes trong họ Cá thia. Loài này được mô tả lần đầu tiên vào năm 1889.

## Phân bố và môi trường sống
S. fasciolatus phân bố rộng rãi ở khu vực Ấn Độ Dương - Thái Bình Dương, từ vùng duyên hải Đông Phi đến bờ đông của Châu Đại Dương, bao gồm cả quần đảo Hawaii và đảo Phục Sinh; phía bắc đến quần đảo Ryukyu; phía nam đến Úc và New Zealand. S. fasciolatus thường sống xung quanh các rạn san hô hoặc những nơi nhiều đá ngầm, đặc biệt là những nơi nhiều tảo sợi bao phủ và san hô chết, ở độ sâu khoảng 1 – 30 m.

## Mô tả
S. fasciolatus trưởng thành dài khoảng 15 – 16 cm. S. fasciolatus chưa được mô tả rõ ràng. Nhưng thường thân của loài này có màu xám sẫm, kể cả các vây; lớp vảy lớn có viền đen. Mống mắt màu vàng sẫm hoặc vàng cam. Vây bụng có viền xanh lam. Cá con có đuôi vàng và một đốm đen trên vây lưng. S. fasciolatus trưởng thành rất giống với loài Pomacentrus microspilus.
Số ngạnh ở vây lưng: 13; Số vây tia mềm ở vây lưng: 15 - 17; Số ngạnh ở vây hậu môn: 2; Số vây tia mềm ở vây hậu môn: 12 - 14; Số vây tia mềm ở vây ngực: 19 - 20.
Thức ăn của S. fasciolatus là rong tảo và các động vật không xương sống (giun, hải quỳ, giáp xác). S. fasciolatus sinh sản theo cặp, trứng bám dính vào đáy biển và được bảo vệ bởi cá đực. S. fasciolatus có tính lãnh thổ.